# Quinoa
Quinoa (Chenopodium quinoa) er en plante, der stammer fra Andesbjergene i Sydamerika, hvor den er en meget vigtig afgrøde i højlandet, specielt i Peru og Bolivia. Navnet udtales /ˈkinwɑ/ eller – fjernere fra originalsproget – /kiˈnoa/.

## Navn
Ordet quinoa kommer af plantens navn på sproget quechua (egenbetegnelse: kichwa), men er indlånt i dansk via spansk, hvorfor stavemåden følger dette sprogs ortografiske regler ('qu' = /k/, 'oa' = /wa/).

## Historie
Før spaniernes erobring af Andes-regionen var quinoa langt mere udbredt end i dag, og blev som fødevare kun overgået af kartoflen. Inkaerne betragtede quinoa som en hellig afgrøde, og den indgik dermed i rituelle sammenhænge. Spanierne modarbejdede og undertrykte dyrkningen af quinoa, som de kaldte for indianerføde – en modstand som utvivlsomt først og fremmest havde sammenhæng med quinoaens status i den oprindelige befolknings (dvs. inkaernes) ikke-kristne ritualer og ceremonier.

## Dyrkning
Quinoa har været dyrket gennem de sidste 6.000 år i Andesbjergenes højlandsområder i op til omkring 4.000 meter over havet. Det er først og fremmest de næringsrige frø, der anvendes, men også plantens blade kan bruges som en grøntsag eller som salat. Quinoa er ikke en kornsort, men planten tilhører amaranth-familien, ligesom eksempelvis havemælde, som den i øvrigt ligner en smule. Planten dyrkes som etårig afgrøde og selvom planten ikke er hårdfør, kan den i kortere tid tåle frost ned til -8 °C.
Planten kan også gro i ret saltholdig jord og på næsten gold sand.
Der har også været gennemført eksperimenter med dyrkning i Danmark, men erfaringerne tyder på, at de bedste produkter opnås fra quinoa dyrket i Andes-regionen. Bl.a. med støtte fra dansk udviklingsbistand er dyrkningen af quinoa i Bolivia blevet udvidet og produktiviteten forøget i betydeligt omfang. Økologisk dyrket quinoa kan også købes i danske butikker.

## Indholdsstoffer
Quinoaplantens frø indeholder stort set alle essentielle aminosyrer og et proteinindhold mellem 7,5 og 22%. Derudover har quinoafrø også et fedtindhold på omkring 5%, baseret på overvejende de mest sunde fedtsyrer. Blandt fedtsyrerne findes omega-3-fedtsyren alfalinolensyre, der er meget vigtig for menneskets ernæring.
Quinoa indeholder følgende essentielle aminosyrer (per 100 gram):
- Phenylalanin: 0,48 gram
- Isoleucin: 0,88 gram
- Lysin: 0,91 gram
- Leucin: 0,98 gram
- Methionin: 0,33 gram
- Arginin: 1,02 gram
- Threonin: 0,63 gram
- Valin: 0,55 gram
- Tryptophan: 0,15 gram

Essentiel for børn:
- Histidin: 0,37 gram

Bliver normalt også regnet med som essentielle aminosyrer:
- Tyrosin: 0,39 gram (kan dannes af phenylalanin)
- Cystein: 0,33 gram (kan dannes af tyrosin og methionin)

## Tilberedning af quinoa
Quinoa minder meget om ris og er stort set lige så nemt at tilberede. Kogetiden er ca. 10 minutter. Man skal blot huske at skylle quinoa grundigt før brug. Det skyldes primært det høje indhold af saponiner i quinoa. 
- Chenopodium quinoa -red faro- - Museum specimen

| Portal | Portal:Botanik |